# Conflict in de Preševo-vallei

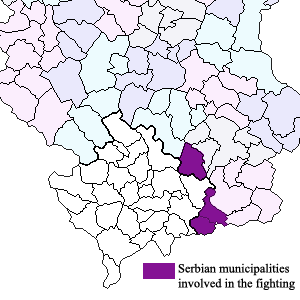
Servische gemeentes die betrokken waren in het conflict

Het conflict in de Preševo-vallei vond plaats van 1999 tot 2001 in en rondom de gemeentes Preševo, Bujanovac en Medveđa in Servië, tussen de Federale Republiek Joegoslavië en de Albanese guerrillabeweging Bevrijdingsleger van Preševo, Medveđa en Bujanovac (LAPBM). De LAPBM was speciaal opgericht met als doel dit gebied in Centraal Servië te annexeren en het later samen te voegen met een toekomstige, onafhankelijke republiek Kosovo.
Aan het eind van de Kosovaarse Oorlog in 1999 was er in eerste instantie door de Verenigde Naties een driemijlszone aangelegd rondom de gemeentes, waarbinnen het leger uit Servië en Montenegro niet toegestaan was te patrouilleren; politie met lichte vuurwapens was dit wel toegestaan. Binnen de exclusieve zone viel Dobrosin, maar bijvoorbeeld niet Preševo.
Door de hinderlagen van het Kosovo Bevrijdingsleger in de gedemilitariseerde zone moesten de Serviërs de patrouilles vrijwel meteen staken. Tussen 21 juni 1999 en 12 november 2000 werden er 294 aanvallen gerapporteerd, waarbij er zes burgers en acht politiemensen werden gedood. Zevenendertig mensen werden gewond en vijf burgers gekidnapt. Vanwege deze situatie stond de NAVO toe, dat het Joegoslavisch leger de gedemilitariseerde zone opnieuw in mocht vanaf 24 mei 2001 en werden de UCPMB-leden opgeroepen zichzelf aan te geven bij KFOR. Aan deze oproep gaven 450 UCPMB-leden gevolg, waaronder commandant Shefket Musliu op 26 mei.
Sloveense Oorlog (1991) · Kroatische Oorlog (1991-95) · Bosnische Burgeroorlog (1992-95) · Kroatisch-Bosniakse Oorlog (1992-94) · Kosovo-oorlog (1998-99) · Operatie Allied Force (1999) · Conflict in de Preševo-vallei (2001) · Macedonisch conflict (2001)